# Podział administracyjny Chile

Regions of Chile

Podział administracyjny Chile jest trzystopniowy. Najwyższy szczebel tego podziału stanowi 16 regionów, na których czele stoi intendent (intendente). Każdy region dzieli się dalej na prowincje, którymi rządzi gubernator (gobernador). Najniższym szczeblem podziału są gminy (comunas), na czele których stoi burmistrz (alcalde). Intendenci i gubernatorzy są wskazywani przez prezydenta, natomiast burmistrzowie wybierani są w powszechnym głosowaniu.
Każdy region jest oznaczony cyfrą rzymską, a numeracja biegnie z północy na południe. Numeracja ta jest powszechnie używana, znacznie częściej niż pełne nazwy. Wyjątkiem od tej reguły jest region stołeczny Santiago, który oznaczany jest skrótem RM (od Región Metropolitana = region stołeczny); także regiony utworzone w XXI wieku są numerowane kolejnymi liczbami, bez zachowania trendu północ-południe. Są to powołane do życia ustawą z 19 grudnia 2006 regiony XIV Los Ríos i XV Arica y Parinacota, oraz powołany 6 września 2018 region XVI Ñuble.

## Regiony Chile
| Nr   | Region                | Pełna nazwa hiszpańska                           | Stolica      |
| ---- | --------------------- | ------------------------------------------------ | ------------ |
| XV   | Arica y Parinacota    | Región de Arica y Parinacota                     | Arica        |
| I    | Tarapacá              | Región de Tarapacá                               | Iquique      |
| II   | Antofagasta           | Región de Antofagasta                            | Antofagasta  |
| III  | Atakama               | Región de Atacama                                | Copiapo      |
| IV   | Coquimbo              | Región de Coquimbo                               | La Serena    |
| V    | Valparaíso            | Región de Valparaíso                             | Valparaiso   |
| RM   | Region Metropolitalny | Región Metropolitana de Santiago                 | Santiago     |
| VI   | O’Higgins             | Región del Libertador General Bernardo O’Higgins | Rancagua     |
| VII  | Maule                 | Región del Maule                                 | Talca        |
| XVI  | Ñuble                 | Región del Ñuble                                 | Chillán      |
| VIII | Biobío                | Región del Biobío                                | Concepción   |
| IX   | Araukania             | Región de la Araucanía                           | Temuco       |
| XIV  | Los Ríos              | Región de Los Ríos                               | Valdivia     |
| X    | Los Lagos             | Región de Los Lagos                              | Puerto Montt |
| XI   | Aisén                 | Región Aisén del General Carlos Ibáñez del Campo | Coihaique    |
| XII  | Magallanes            | Región de Magallanes y de la Antártica Chilena   | Punta Arenas |